# Søsum
Søsum er en landsby i Nordsjælland med 308 indbyggere  (2024). Søsum er beliggende 2,5 kilometer øst for Stenløse, 2,5 kilometer nord for Veksø og 27 kilometer nordvest for Københavns centrum. Byen ligger i Region Hovedstaden og tilhører Egedal Kommune.
Søsum er beliggende i Stenløse Sogn.

## Historie
Søsum blev i middelalderen stavet Syosum, en sammentrækning af Siō-hūsum, "Søhuse".
Søsum landsby bestod i 1682 af 24 gårde og 11 huse uden jord. Det samlede dyrkede areal udgjorde 1.119,7 tønder land skyldsat til 219,59 tønder hartkorn. Dyrkningsformen var trevangsbrug.